# 무시귀뚜라미붙이상목
무시귀뚜라미붙이상목(Notoptera)은 Arillo & Engel (2006)에 의해 귀뚜라미붙이목(Grylloblattodea)과 대벌레붙이목(Mantophasmatodea)를 하나로 묶어 목 수준으로 보면서 오래 전에 사용되었던 명칭을 되살린 상목이다. 실제로 이러한 주장은 나름의 설득력을 갖추고 있어서 근간에 두 개의 목은 아목 수준으로 바뀌어 무시귀뚜라미붙이목 안으로 편재될 것으로 보인다. 다만 이 명칭은 Grylloblattodea를 귀뚜라미붙이목으로 부르는 만큼 Notoptera에 적합하면서 두 아목의 명칭과 혼동되지 않도록 겹치지 않는 명칭이 제시되어야 하며, 그런 의미에서 두 아목이 모두 날개가 없다는 특징을 근거로 하여 무시귀뚜라미붙이목으로 명명한 바 있다(Kim et al., 2018).
현재 두 분류군이 생존해 있다.(남아프리카가 원산인 대벌레붙이목 (gladiator)과 북반구의 추운 산지 환경에 서식하는 귀뚜라미붙이목 (ice crawler)) 두 분류군 전부 날개가 없다.

## 연구사
이 명칭은 원래 1915년 메뚜기 계열 화석군에 달아주려 했던 것으로서, 엥겔과 그리말디가 2004년(살아있는 대벌레붙이를 발견한 이후)에 ('Notoptera Crampton을 새로운 의미로') 재정의하고 부활시킬 때까지 완전히 잊혀졌는데, 엥겔 및 그리말디는 이 계통의 현생 대표군과 화석 대표군을 모두 포함하는 단일 목을 줄 것을 권고했다.
2005년에 나온 테리 및 휘팅의 논문에서는 귀뚜라미붙이목과 대벌레붙이목이 속하는 같은 계통군에게 'Xenonomia'라는 새로운 명칭을 붙일 것을 독자 제안했다. 혹자는 이 명칭이 유효하다고 여기기도 한다.

## 진화사
무시귀뚜라미붙이상목 중 가장 원시적인 대표군은 약 3억 2000만 년 전 석탄기 후기 즈음에 출현했다. 이 분류군의 초기 구성종들은 현생종과는 달리 날개가 존재하고, 오랫동안 논쟁 대상이었던 현생 무시귀뚜라미붙이상목의 귀뚜라미붙이목과 레쿨리다목(Reculida)의 구성종과 연관이 있다. 유시성 귀뚜라미붙이는 페름기(299~252 mya) 동안 일부 지역에서 모든 곤충의 1/3을 차지할 정도로 다양성에서 정점을 찍었다. 초기 대벌레붙이는 쥐라기 중기(160 mya) 즘에 출현했다. 현생 귀뚜라미붙이목의 화석 기록은 없지만, 백악기 중기(약 100 mya)의 것으로 보이는 미얀마 호박에서 발견한 날개가 달린 아리스토비아속(Aristovia) 귀뚜라미붙이의 경우, 현생 귀뚜라미붙이와 매우 닮은 구기를 가지고 있다. 대벌레붙이목과 귀뚜라미붙이목은 서로가 독자적으로 날개를 퇴화시킨 것으로 여겨진다. 유시성 귀뚜라미붙이는 트라이아스기에 들어서면서 다양성이 줄어들었으며, 유시성 귀뚜라미붙이는 백악기 초중반 즈음을 끝으로 기록이 없다.

## 계통 분류
다음은 2002년 "생명의 나무 프로젝트"(The Tree of Life Web Project)에 제안된 계통 분류이다.

|  | 사마귀목           |
|  |                    |
|  | 바퀴목 및 흰개미목 |
|  |                    |

|  | 대벌레붙이목   |
|  |                |
|  | 귀뚜라미붙이목 |
|  |                |

|  | 흰개미붙이목 |
|  |              |
|  | 대벌레목     |
|  |              |

|  | 여치아목   |
|  |            |
|  | 메뚜기아목 |
|  |            |

|  | 사마귀목           |
|  |                    |
|  | 바퀴목 및 흰개미목 |
|  |                    |

|  | 대벌레붙이목   |
|  |                |
|  | 귀뚜라미붙이목 |
|  |                |

|  | 흰개미붙이목 |
|  |              |
|  | 대벌레목     |
|  |              |

|  | 여치아목   |
|  |            |
|  | 메뚜기아목 |
|  |            |

|  | \| \| 다듬이벌레목 및 이목 \| \| \| \| \| \| 총채벌레목 \| \| \| \| \| \| 노린재목 \| \| \| \| |
|  |                                                                                                |
|  | 내시상목                                                                                       |
|  |                                                                                                |
|  | 다듬이벌레목 및 이목                                                                           |
|  |                                                                                                |
|  | 총채벌레목                                                                                     |
|  |                                                                                                |
|  | 노린재목                                                                                       |
|  |                                                                                                |

|  | 다듬이벌레목 및 이목 |
|  |                      |
|  | 총채벌레목           |
|  |                      |
|  | 노린재목             |
|  |                      |

|  | 사마귀목           |
|  |                    |
|  | 바퀴목 및 흰개미목 |
|  |                    |

|  | 대벌레붙이목   |
|  |                |
|  | 귀뚜라미붙이목 |
|  |                |

|  | 흰개미붙이목 |
|  |              |
|  | 대벌레목     |
|  |              |

|  | 여치아목   |
|  |            |
|  | 메뚜기아목 |
|  |            |

|  | 사마귀목           |
|  |                    |
|  | 바퀴목 및 흰개미목 |
|  |                    |

|  | 대벌레붙이목   |
|  |                |
|  | 귀뚜라미붙이목 |
|  |                |

|  | 흰개미붙이목 |
|  |              |
|  | 대벌레목     |
|  |              |

|  | 여치아목   |
|  |            |
|  | 메뚜기아목 |
|  |            |

|  | \| \| 다듬이벌레목 및 이목 \| \| \| \| \| \| 총채벌레목 \| \| \| \| \| \| 노린재목 \| \| \| \| |
|  |                                                                                                |
|  | 내시상목                                                                                       |
|  |                                                                                                |
|  | 다듬이벌레목 및 이목                                                                           |
|  |                                                                                                |
|  | 총채벌레목                                                                                     |
|  |                                                                                                |
|  | 노린재목                                                                                       |
|  |                                                                                                |

|  | 다듬이벌레목 및 이목 |
|  |                      |
|  | 총채벌레목           |
|  |                      |
|  | 노린재목             |
|  |                      |